# Шицзячжуан
Шицзячжуа́н (кит. упр. 石家庄, пиньинь Shíjiāzhuāng) — городской округ в провинции Хэбэй КНР, административный центр провинции.

## География
Шицзячжуан расположен на южной части Хэбэя и является частью Бохайского экономического кольца. Границы городского округа простираются на 760 километров в длину и находятся в диапазоне от 37 ° 27 'до 38 ° 47' северной широты и от 113 ° 30 'до 115 ° 20' восточной долготы. Округ простирается на 148 километров с севера на юг и на 175 километров с востока на запад; он занимает площадь 15 722 квадратных километра. Шицзячжуан граничит с округами Хэншуй (восток), Синтай (юг) и Баодин (север/северо-восток). На западе находится провинция Шаньси.
Город расположен на краю Северо-Китайской равнины, которая поднимается к горам Тайхан к западу от города и лежит к югу от реки Хутуо. С запада на восток топографию можно охарактеризовать как умеренно высокие горы, затем низменные горы, холмы и, наконец, равнины. Перевал Нянцзы напрямую соединяет Шицзячжуан с Тайюанем в провинции Шаньси.

## История
Со времени царства Чжао и до VII века здесь располагался город Шии (石邑). При империи Тан он был уничтожен, затем на его месте появилась деревня Шицзячжуан. С проведением железной дороги Пекин — Ухань (1902) и ответвления на Тайюань (1907) начался быстрый рост населённого пункта, который превратился в важный транспортный узел. В 1925 году Бэйянское правительство официально учредило город Шимэнь (石门市), чьё название было составлено из иероглифов, входящих в название деревень Шицзячжуан и Сюмэнь (休门).
Во время японо-китайской войны 10 октября 1937 года Шимэнь был оккупирован японскими войсками. По окончании Второй мировой войны, когда в Китае возобновилась гражданская война между компартией и гоминьданом, Шимэнь стал первым крупным городом, взятым коммунистами. 12 ноября 1947 года Народно-освободительная армия вошла в Шимэнь, и 26 декабря 1947 года Народное правительство Шимэня приняло решение о переименовании города в Шицзячжуан.
В 1949 году был образован Специальный район Шицзячжуан (石家庄专区), состоящий из 14 уездов. В 1952 году был расформирован Специальный район Хэншуй (衡水专区), и из входивших в его состав уездов 6 было передано в состав Специального района Шицзячжуан. В 1954 году был расформирован Специальный район Динсянь (定县专区), и из 12 входивших в его состав уездов 6 также было передано в состав Специального района Шицзячжуан. В 1960 году Специальный район Шицзячжуан был расформирован, но в 1961 году создан вновь. В 1962 году был воссоздан Специальный район Хэншуй, и в его состав из Специального района Шицзячжуан было передано 8 уездов. В 1967 году Специальный район Шицзячжуан был переименован в Округ Шицзячжуан (石家庄地区). В 1968 году в Шицзячжуан из Баодина переехало правительство провинции Хэбэй. В 1984 году под юрисдикцию властей города Шицзячжуан из-под юрисдикции властей округа были переданы уезды Цзинсин и Холу, а в 1986 — Чжэндин и Луаньчэн. В 1989 году уезд Гаочэн был преобразован в городской уезд. В 1991 году уезд Цзиньсянь был преобразован в городской уезд Цзиньчжоу. В 1992 году уезд Синьлэ был преобразован в городской уезд
В 1993 году постановлением Госсовета КНР округ Шицзячжуан и город Шицзячжуан были объединены в городской округ Шицзячжуан. В мае 1994 года уезд Холу был расформирован, а вместо него образован городской уезд Луцюань.
Постановлением Госсовета КНР от 9 сентября 2014 года был расформирован район Цяодун (его территория была разделена между районами Чанъань и Цяоси), а городские уезды Гаочэн и Луцюань и уезд Луаньчэн преобразованы в районы городского подчинения.

## Административно-территориальное деление
Городской округ Шицзячжуан делится на 8 районов, 3 городских уезда, 11 уездов:
| Карта | Карта                         | Карта     | Карта            | Карта            | Карта         | Карта                      |
| --- | ----------------------------- | --------- | ---------------- | ---------------- | ------------- | -------------------------- |
| ① ② ③ ⑤ ④ Луаньчэн Гаочэн Луцюань Цзинсин Чжэндин Синтан Линшоу Гаои Шэньцзэ Цзаньхуан Уцзи Пиншань Юаньши Чжаосянь Синьцзи Цзиньчжоу Синьлэ ① Чанъань ② Цяоси ③ Синьхуа ⑤ Цзинсин ④ Юйхуа |                               |           |                  |                  |               |                            |
| Статус | Название                      | Иероглифы | Пиньинь          | Население (2010) | Площадь (км²) | Плотность населения (/км²) |
| Район | Чанъань                       | 长安区    | Cháng'ān qū      | 479 801          | 110           | 4362                       |
| Район | Цяоси                         | 桥西区    | Qiáoxī qū        | 596 164          | 53            | 11 248                     |
| Район | Синьхуа                       | 新华区    | Xīnhuá qū        | 625 119          | 92            | 6795                       |
| Район | Юйхуа                         | 裕华区    | Yùhuá qū         | 493 730          | 101           | 4888                       |
| Район | Гаочэн                        | 藁城区    | Gàochéng qū      | 775 110          | 836           | 927                        |
| Район | Луцюань                       | 鹿泉区    | Lùquán qū        | 432 936          | 603           | 718                        |
| Район | Луаньчэн                      | 栾城区    | Luánchéng qū     | 328 933          | 347           | 948                        |
| Горнодобывающий район Цзинсин | Горнодобывающий район Цзинсин | 井陉矿区  | Jǐngxíng kuàngqū | 95 170           | 56            | 1699                       |
| Городской уезд | Синьцзи                       | 辛集市    | Xīnjí shì        | 615 919          | 951           | 648                        |
| Городской уезд | Цзиньчжоу                     | 晋州市    | Jìnzhōu shì      | 537 679          | 619           | 868                        |
| Городской уезд | Синьлэ                        | 新乐市    | Xīnlè shì        | 487 652          | 625           | 780                        |
| Уезд | Цзинсин                       | 井陉县    | Jǐngxíng xiàn    | 309 882          | 1381          | 224                        |
| Уезд | Чжэндин                       | 正定县    | Zhèngdìng xiàn   | 466 807          | 568           | 822                        |
| Уезд | Синтан                        | 行唐县    | Xíngtáng xiàn    | 406 353          | 1025          | 396                        |
| Уезд | Линшоу                        | 灵寿县    | Língshòu xiàn    | 333 558          | 1546          | 216                        |
| Уезд | Гаои                          | 高邑县    | Gāoyì xiàn       | 186 478          | 222           | 840                        |
| Уезд | Шэньцзэ                       | 深泽县    | Shēnzé xiàn      | 250 264          | 296           | 845                        |
| Уезд | Цзаньхуан                     | 赞皇县    | Zànhuáng xiàn    | 244 799          | 1210          | 202                        |
| Уезд | Уцзи                          | 无极县    | Wújí xiàn        | 502 662          | 524           | 959                        |
| Уезд | Пиншань                       | 平山县    | Píngshān xiàn    | 433 429          | 2951          | 147                        |
| Уезд | Юаньши                        | 元氏县    | Yuánshì xiàn     | 418 466          | 849           | 493                        |
| Уезд | Чжаосянь                      | 赵县      | Zhào xiàn        | 571 077          | 714           | 800                        |

## Экономика

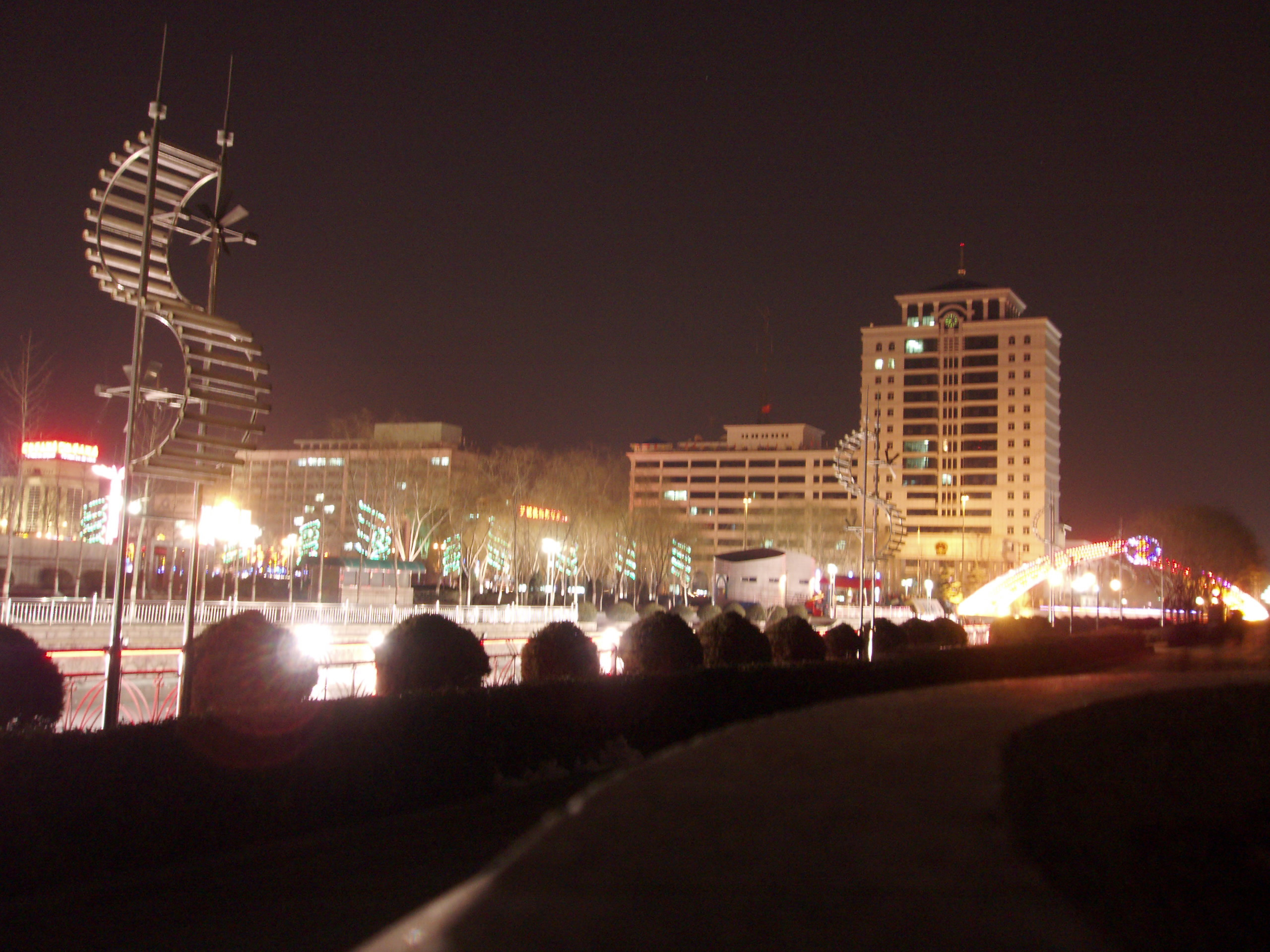
Ночной вид

В 2014 году ВВП Шицзячжуана достиг 510,02 млрд юаней (около 80,45 млрд долларов США), увеличившись на 12 % по сравнению с предыдущим годом, и поставил город на 20-е место по ВВП.
Шицзячжуан — крупный промышленный город в Северном Китае и считается экономическим центром провинции Хэбэй, наряду с Таншанем. Город также расположен в промышленном поясе высоких технологий Пекин — Тяньцзинь — Шицзячжуан, который является одним из основных поясов высоких технологий в Китае. В городе производят сталь, текстиль, лекарства, развита химическая промышленность. Прозванный «медицинским центром Китая», он является домом для крупных фармацевтических компаний и заводов, таких как CSPC Pharmaceutical Group и Yiling Pharmaceutical.
В округе расположены нефтехимический комбинат Sinopec Group, металлургические комбинаты HBIS Group и Jingye Group, бронетанковый завод и военный 13-й НИИ, который разрабатывает лазерное оружие.

## Транспорт

### Железнодорожный
Действует высокоскоростная железнодорожная магистраль Пекин — Шицзячжуан — Ухань.
В июне 2017 года пущен в эксплуатацию Шицзячжуанский метрополитен.
Важное значение имеют грузовые железнодорожные перевозки из Международного сухопутного порта Шицзячжуан в Европу (в город стекаются товары, произведённые в Пекине, Тяньцзине и Хэбэе, а затем распределяются по составам).

### Авиационный
Вблизи города действует международный аэропорт Шицзячжуан Чжэндин.

## Культура

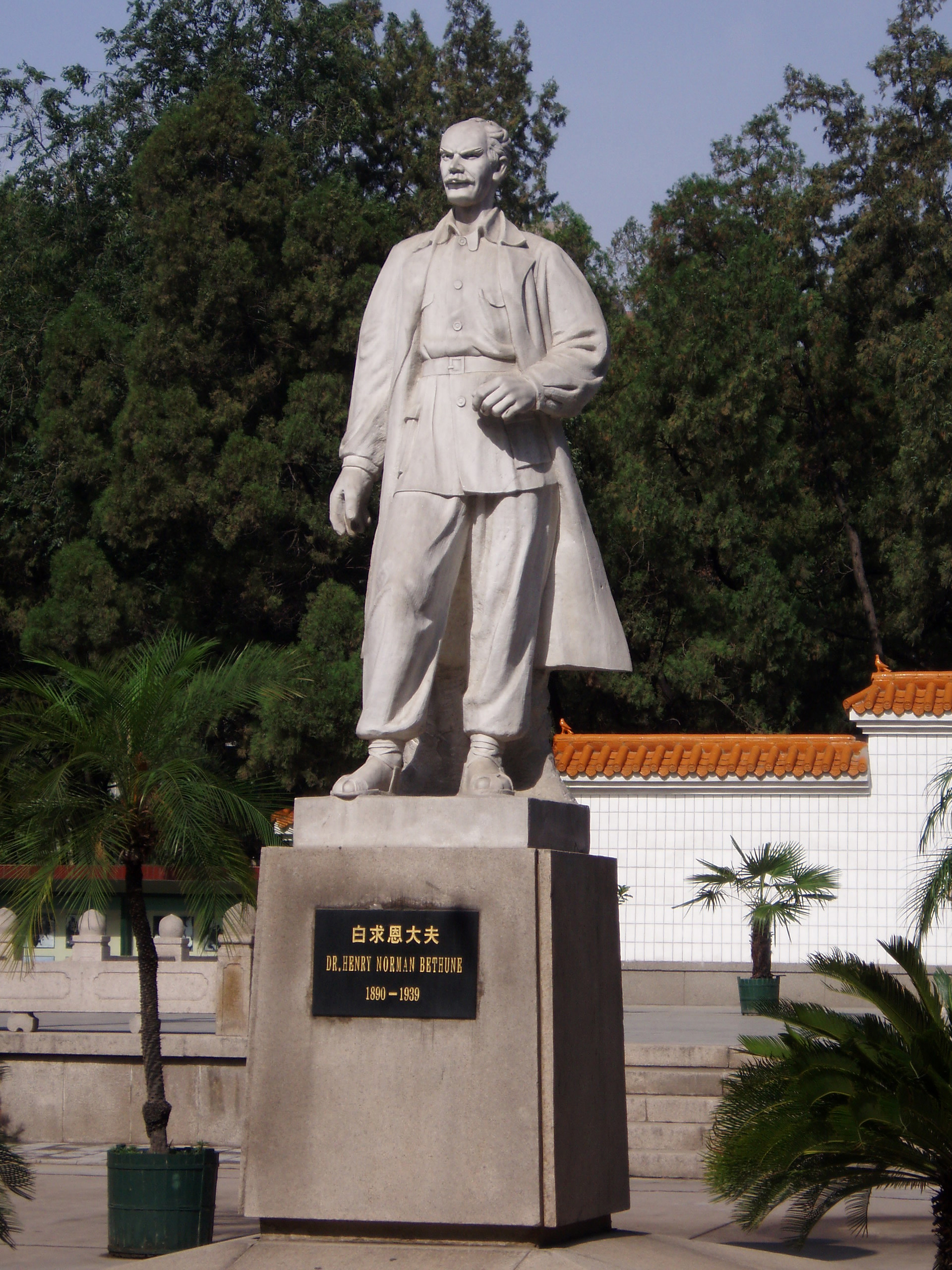
Памятник канадскому врачу-коммунисту Норману Бетьюну

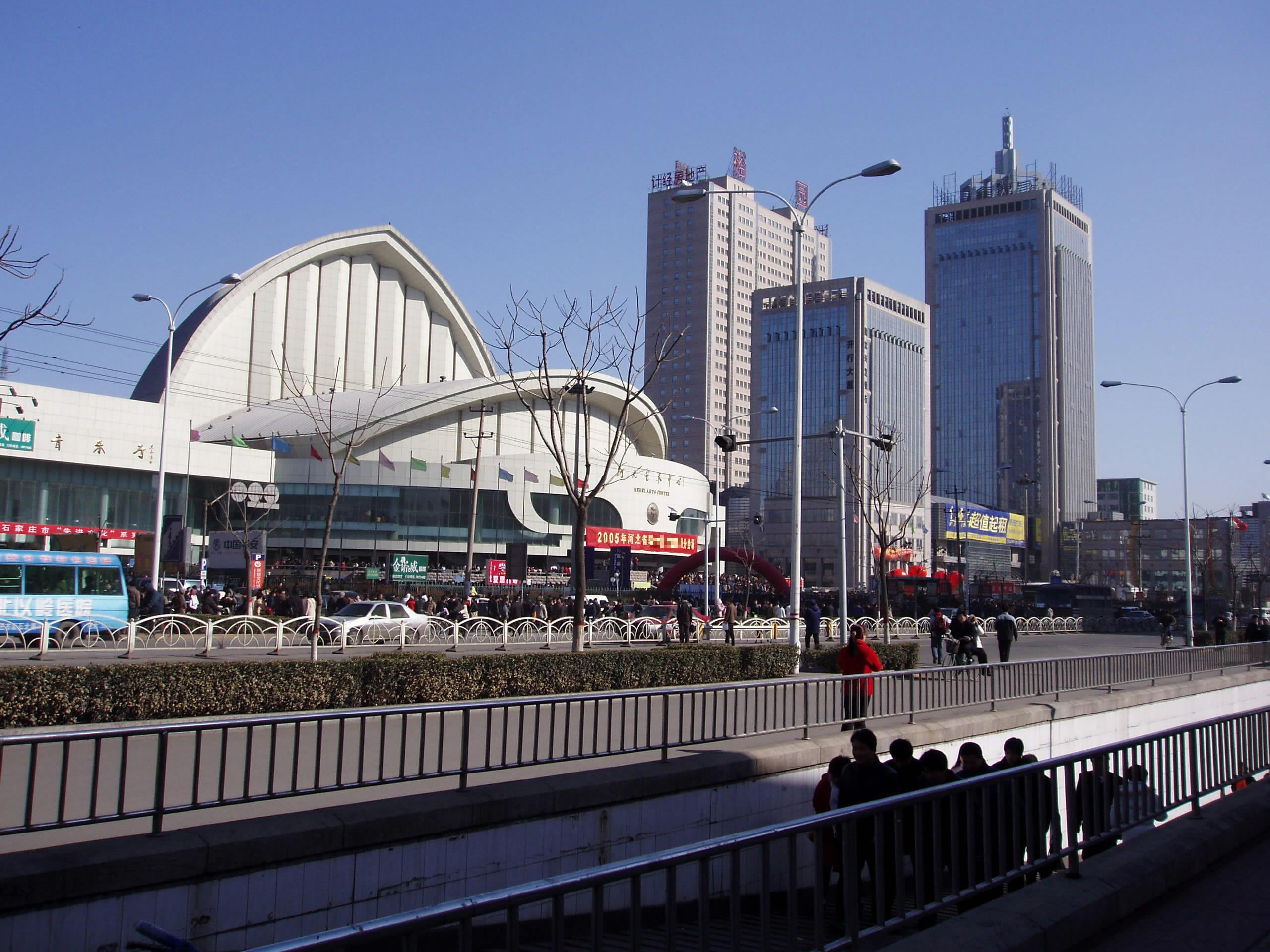
Художественная галерея

В городе расположены музеи и театры, образовательные и научные центры.
Хотя Шицзячжуан — это индустриальный город, который, в основном, служит для туристов лишь в качестве пункта транзита, в пределах города или рядом с ним расположены следующие достопримечательности
- Мост Аньцзи — самый старый арочный мост в мире
- Монастырь Лунсин
- Четыре пагоды Чжэндина

## Города-побратимы
Шицзячжуан является городом-побратимом следующих городов:
- Нагано, Япония — с 1981
- Саскатун, Канада — с 1985
- Де-Мойн, США — с 1985
- Парма, Италия — с 1987
- Чхонан, Южная Корея — с 1997
- Сантьяго-де-Керетаро, Мексика — с 1997
- Хмельницкий, Украина — с 1998
- Фалькенберг, Швеция — с 2002
- Намдинь, Вьетнам — с 2004